# Градска кућа Авра
Градска кућа Авра (фр. Mairie du Havre, Hôtel de ville du Havre) јесте сједиште локалне управе у француском граду Авру. Године 2017, држава Француска прогласила ју је историјским спомеником.
Пројектовао ју је Огист Пере, а изградња је почела 1953. године. Пере је убрзо преминуо, па га је наслиједио Жак Турнан, који је градњу надгледао до њеног завршетка 1958. године. Пере је претходно ангажован да обнови град након његовог уништења у Бици за Нормандију. Употребом бетона, град је на хомоген начин обнављан од 1945. до 1964. године. Градска кућа је дугачка 143 метра, а њен торањ од 18 спратова висок је 70 метара. Переов редизајнирани град је од 2005. године на Унесковој листи свјетске баштине.
Дизајн куће у почетку је био контроверзан, јер су неки у градском вијећу жељели реконструкцију уништене градске куће, саграђене 1859. године на истом мјесту. Најоштрије критике изазвао је торањ, јер су такви небодери сматрани америчким, а не француским.